# Министерство юстиции Казахстана
Министерство юстиции Республики Казахстан (каз. Қазақстан Республикасының Әділет министрлігі) является центральным исполнительным органом Республики Казахстан, в пределах своей компетенции осуществляющий правовое обеспечение деятельности государства, поддерживающий режим законности в работе государственных органов, организаций, должностных лиц и граждан, обеспечивающий защиту прав и законных интересов граждан и организаций.
Положение о Министерстве юстиции Республики Казахстан Утверждено постановлением Правительства Республики Казахстан от 28 октября 2004 года № 1120 В целях реализации Указа Президента Республики Казахстан от 29 сентября 2004 года № 1449 «О мерах по дальнейшему совершенствованию системы государственного управления Республики Казахстан».

## Структура
- В состав министерства входят территориальные государственные органы:

1. Департамент юстиции города Астана
2. Департамент юстиции города Алматы
3. Департамент юстиции города Шымкент
4. Департамент юстиции Абайской области
5. Департамент юстиции Актюбинской области
6. Департамент юстиции Акмолинской области
7. Департамент юстиции Алматинской области
8. Департамент юстиции Атырауской области
9. Департамент юстиции Восточно-Казахстанской области
10. Департамент юстиции Жамбылской области
11. Департамент юстиции Жетысуской области
12. Департамент юстиции Западно-Казахстанской области
13. Департамент юстиции Карагандинской области
14. Департамент юстиции Костанайской области
15. Департамент юстиции Кызылординской области
16. Департамент юстиции Мангыстауской области
17. Департамент юстиции Павлодарской области
18. Департамент юстиции Северо-Казахстанской области
19. Департамент юстиции Туркестанской области
20. Департамент юстиции Улытауской области

- Центральный аппарат:

1. Департамент стратегического планирования
2. Департамент законодательства
3. Департамент подзаконных актов
4. Департамент регистрации нормативных правовых актов
5. Департамент по защите имущественных прав государства
6. Департамент международного права и сотрудничества
7. Департамент экспертизы проектов по международной экономической интеграции
8. Департамент регистрационной службы и организации юридических услуг
9. Департамент по правам интеллектуальной собственности
10. Департамент по исполнению судебных актов
11. Департамент экономики и финансов
12. Департамент мониторинга государственных услуг и внутреннего администрирования
13. Департамент кадровой службы
14. Управление внутреннего аудита
15. Управление организации работы по защите государственных секретов
16. Управление информатизации
17. Управление информационной безопасности

- Подведомственные организации министерства:

1. ГУ «Центр судебных экспертиз Министерства юстиции Республики Казахстан»
2. ГУ «Институт Законодательства Республики Казахстан»
3. РГП «Республиканский Центр Правовой Информации» МЮ РК
4. РГП «Национальный институт интеллектуальной собственности» МЮ РК

## Министры юстиции

### Советский период
Наркомы:
1. Алибеков, Губайдулла Алибекович октябрь 1920 г. — октябрь 1921 г.
2. Бекмухамедов, Шафкат Мухамеджанович октябрь 1921 г. — октябрь 1922 г.
3. Атаниязов, Мурзагул октябрь 1922 г. — май 1923 г.
4. Нурмаков, Нигмет май 1923 г. — сентябрь 1924 г.
5. Иралин, Нуртаза сентябрь 1924 г. — ноябрь 1924 г.
6. Боранбаев, Канай ноябрь 1924 г. — май 1925 г.
7. Мамбеев, Садвокас май 1925 г. — январь 1928 г.
8. Садвакасов, Джанайдар январь 1928 г. — декабрь 1929 г.
9. Айтмагамбетов, Буран март 1930 г. — август 1933 г.
10. Ярмухамедов, Абдулла ноябрь 1933 г. — январь 1935 г.
11. Юсупбеков, Хамза Юсупбекович январь 1935 г. — февраль 1936 г.
12. Ескараев, Сулейман февраль 1936 г. — август 1936 г.
13. Бураев, Уразгали август 1936 г. — октябрь 1937 г.
14. Чагиров, Баймухамед октябрь 1937 г. — март 1939 г.
15. Оразбаев, Шашан май 1939 г. — январь 1943 г.
16. Нурбаев, Мырзакадыр январь 1943 г. — март 1946 г.

Министры:
| № | Ф.И.О.             | Дата начала и окончания работы на посту |
| 1 | Шашан Оразбаев     | 1939 — 1943                             |
| 2 | Мырзыкадыр Нурбаев | 1943 — 1952                             |
| 3 | Кылышбай Султанов  | 1952 — 1960                             |
| 4 | Бекайдар Джусупов  | 1970 — сентябрь 1984                    |
| 5 | Долда Досполов     | сентябрь 1984 — май 1990                |

### Период независимости
| №  | Ф.И.О.               | Дата начала и окончания работы на посту |
| 1  | Галихан Ержанов      | май 1990 — июнь 1993                    |
| 2  | Нагашбай Шайкенов    | июнь 1993 — октябрь 1995                |
| 3  | Константин Колпаков  | октябрь 1995 — октябрь 1997             |
| 4  | Бауржан Мухамеджанов | октябрь 1997 — сентябрь 2000            |
| 5  | Игорь Рогов          | сентябрь 2000 — 29 января 2002          |
| 6  | Георгий Ким          | 29 января 2002 — февраль 2003           |
| 7  | Оналсын Жумабеков    | февраль 2003 — апрель 2005              |
| 8  | Загипа Балиева       | апрель 2005 — 2 апреля 2009             |
| 9  | Рашид Тусупбеков     | апрель 2009 — январь 2012               |
| 10 | Берик Имашев         | январь 2012 — сентябрь 2016             |
| 11 | Марат Бекетаев       | сентябрь 2016 — 5 января 2022           |
| 12 | Канат Мусин          | 11 января 2022 — январь 2023            |
| 13 | Азамат Ескараев      | 4 января 2023 — 9 января 2025           |
| 14 | Ерлан Сарсембаев     | 9 января 2025 - н. в.                   |